# 4671 Drtikol
4671 Drtikol è un asteroide della fascia principale. Scoperto nel 1988, presenta un'orbita caratterizzata da un semiasse maggiore pari a 2,3852508 UA e da un'eccentricità di 0,0625230, inclinata di 4,81422° rispetto all'eclittica.